# 毛颖虉草
毛颖虉草（学名：Beckmannia syzigachne var. hirsutiflora）为禾本科虉草屬下的一个变种。

## 扩展阅读
- 維基物種上的相關：毛颖虉草